# Juntos se pasa mejor (programa de televisión)
Juntos se pasa mejor fue un programa de televisión chileno de tipo matinal, que fue transmitido de lunes a viernes, de 8:00 a 11:00 horas, a través de Canal 13 durante 1998. Este programa fue conducido por Fernando Alarcón y además de cumplir la función de matinal, fue un programa satélite para cubrir la Copa Mundial de Fútbol de 1998.

## Historia
Ante la existencia de un único matinal en la televisión chilena, Buenos días a todos, de TVN, el cual obviamente cubriría los pormenores de la Copa Mundial de Fútbol de 1998 dedicando tiempo completo al evento, en la cual la Selección Chilena de Fútbol tendría participación; para poder colocarse a tono con la ocasión, Canal 13 debió crear una franja matinal de forma momentánea, la cual comenzaba a las 6:30 con Hola Chile, Aquí Francia a cargo del periodista Claudio Sánchez, después el noticiero matinal Teletrece Primera Hora, con Eduardo Riveros, para luego continuar a las 7:45 con este espacio matinal. Antes del evento, Canal 13 iniciaba sus transmisiones después de las 9 de la mañana y en dicho horario sólo ofrecían el bloque de dibujos animados Festival Infantil o el Sistema de Educación a Distancia Teleduc.
El programa, consistía en ser un "relleno" que se encargaba de cubrir en directo, los pormenores del Mundial de Francia '98, llevando a los hogares el ambiente que se vivía en el país, acompañados de despachos vía satélite que se realizaban desde la sede del Mundial, que eran realizados por el equipo del Área Deportiva, encabezado por los periodistas Claudio Sánchez, Antonio Neme Fajuri, Antonio Quinteros, Pedro Pavlovic, Andrés Zarhi y Ramón Ulloa.
El programa tenía concursos y notas periodísticas relacionadas con el evento futbolístico, acompañadas de presentaciones musicales en vivo llevando a artistas como La Sonora de Tommy Rey y otros más, aparte de los diversos invitados que visitaron el maytinal como Cristián de la Fuente, el comunicador Javier Miranda, los actores Pato Torres y Jorge Zabaleta, la periodista de espectáculos Yolanda Montecinos, Claudia Conserva, el cantante José Alfredo "Pollo" Fuentes, el actor Fernando Kliche y la periodista deportiva Soledad Bacarreza, también llegaron humoristas de la talla de Dino Gordillo o "Los Indolatinos", y muchos más.
Finalizó el viernes 10 de julio de 1998, para dar paso al clásico bloque de dibujos animados, Festival Infantil, el cual a su vez fue reemplazado a partir del 18 de enero de 1999, por el primer matinal de la entonces red católica, La mañana del Trece y por el Sistema de Educación a Distancia Teleduc.
En agosto de 1999, Canal 13 optó por reciclar el nombre para esperar los primeros capítulos de la telenovela Cerro Alegre y conducido por Kike Morandé y la modelo Daniella Campos, lo cual se prolongó por las dos primeras semanas de emisiones de la telenovela.